# Intelligence & Ignorance
Albums de Edo. G
A Face in the Crowd
(2011) After All These Years
(2014)
Intelligence & Ignorance est le quatrième album studio d'Edo. G, sorti le 5 février 2013.

## Liste des titres
| No  | Titre                                                         | Contient un (des) sample(s) de                                      | Durée |
| --- | ------------------------------------------------------------- | ------------------------------------------------------------------- | ----- |
| 1.  | Done Talking (Produit par Oh No)                              |                                                                     | 3:19  |
| 2.  | What They Say (Produit par Microphono)                        | The Rainmaker de la 5th Dimension Pride and Vanity des Ohio Players | 3:37  |
| 3.  | Power (Produit par Microphono)                                |                                                                     | 2:08  |
| 4.  | Easy (Produit par Microphono)                                 |                                                                     | 2:26  |
| 5.  | Love I Need (featuring Freestyle – Produit par Microphono)    | The Love I Need de Ruby Andrews                                     | 3:16  |
| 6.  | Bags & Shoes (Produit par RMG)                                |                                                                     | 3:39  |
| 7.  | Give It to Me (Produit par Max Mostley)                       |                                                                     | 3:28  |
| 8.  | Can't Wait (featuring Noel Gourdin – Produit par Max Mostley) |                                                                     | 2:55  |
| 9.  | Change (featuring Noel Gourdin – Produit par Cam Bluff)       |                                                                     | 2:53  |
| 10. | Hold U (Produit par Microphono)                               |                                                                     | 4:28  |